# نبرد هاچیتا
نبرد هاچیتا (به ژاپنی: 鉢田の戦い はちたのたたかい)، یکی از نبردهای جنگ گنپی بود که در ۱۴ اکتبر ۱۱۸۰ بین خاندان تایرا و خاندان میناموتو رخ داد. نبردی که بین تاکدا نوبویوشی از خاندان کای-گنجی و تاچیبانا نو توئوموچی، رئیس ولایت سوروگا و نیودو ناگاتا روی داد.